# James Miln
James Miln (1819-1881) est un antiquaire et archéologue écossais, connu pour avoir fouillé de nombreux sites  carnacois en Bretagne à partir de 1873.

## Biographie
Second fils de James Yeaman Miln de Murie et Woodhil, il est issu d'une riche famille aristocratique. Après un début de carrière comme Deputy Lieutenant, il entre dans la marine, servant dans la guerre de la Chine de 1842. Polyglotte, il passe la première partie de sa vie à voyager à travers le monde, résidant longtemps en Inde, en Chine et en Nouvelle-Zélande où il pratique le commerce.
Il revient définitivement en Écosse à la fin des années 1860, ayant hérité de son père mort en avril 1857, du domaine de Murie dans la paroisse de Errol (Perthshire), et du domaine de Woodhill , paroisse de Barry (Angus, anciennement Forfarshire, dans l'Est des Central Lowlands d'Écosse) par son frère décédé en février 1877.

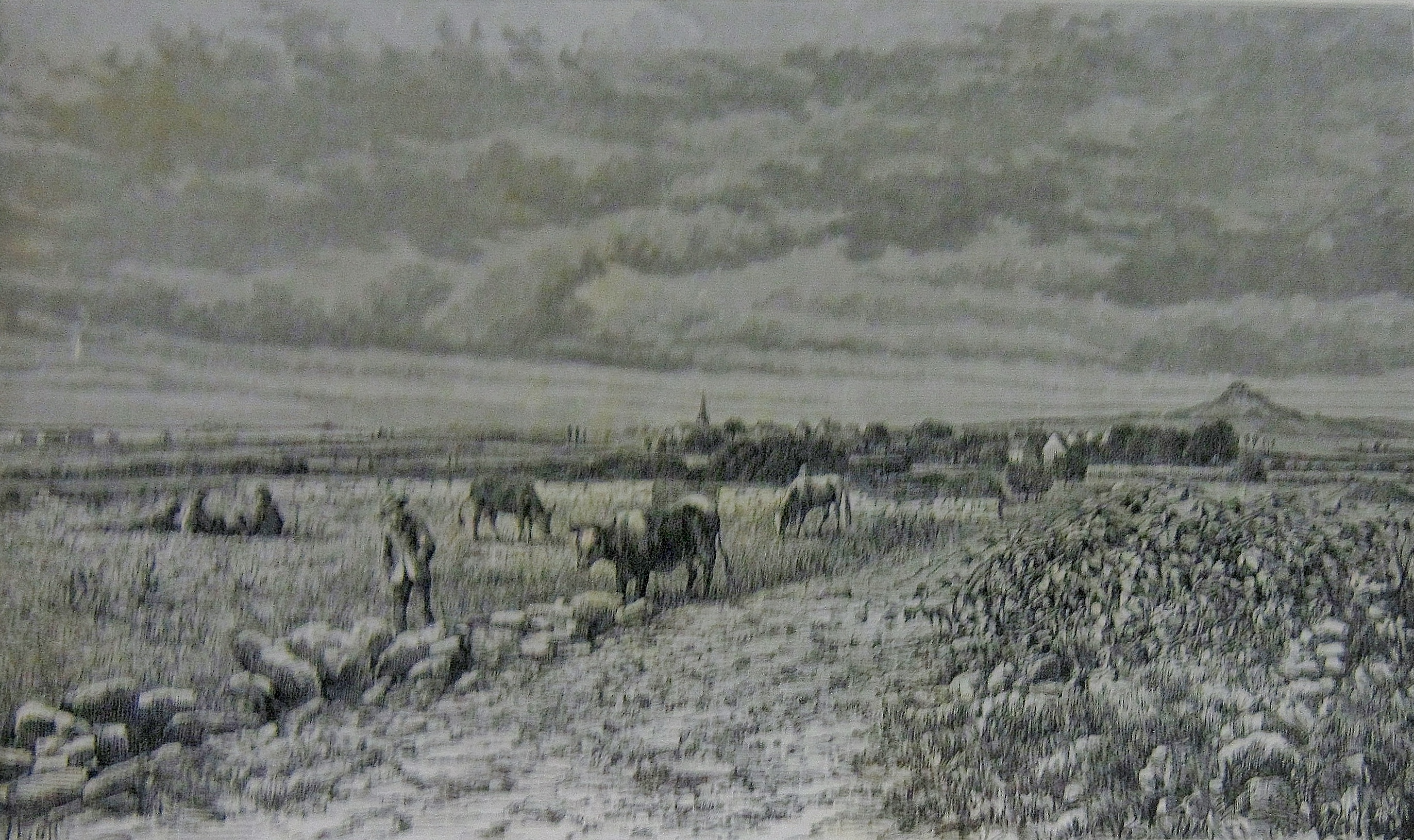
Carnac : vue générale des Bosseno vers 1875 (dessin d'après une aquarelle de James Miln).

Érudit, il se consacre aux études archéologiques. Attiré par la renommée mondiale des mégalithes de Carnac et souhaitant les comparer avec ceux d'Écosse, il descend à l'Hôtel des Voyageurs en 1873 où il rencontre Henri du Cleuziou, lui-même intéressé par les mégalithes de Carnac. Miln, qui dispose de moyens financiers contrairement à Cleuziou, parcourt la lande de Carnac et y entreprend jusqu'à sa mort des fouilles minutieuses. Il travaille principalement sur le site gallo-romain des Bossenno à Kermario, où il engage en 1875 comme assistant un enfant du pays Zacharie Le Rouzic, et sur divers petits dolmens ou dolmens déjà très ruinés de Carnac (Gra Tri men, Run Mori, Mané Grageux) et de Saint-Philibert (Mané er Gongre, Mané Carnaplaye, la Pointe). Il est le premier à s'intéresser aux tertres quadrangulaires (Klud er Yer, Mané Ty Ec, Mané Pochat er Uieu). Toutes ces explorations feront l'objet de publications posthumes en 1881 et 1882 grâce aux traductions de l'abbé Luco.
A sa mort, le mobilier archéologique recueilli lors de ses fouilles carnacoises est encore conservé et exposé dans les pièces qu'il occupait à l'Hôtel des Voyageurs. L'amiral Tremlett, autre occupant de l'hôtel, chargé de régler sur place sa succession, décide d'attribuer ces collections à la ville de Carnac contribuant à la fondation du Musée J. Miln (aujourd'hui détruit). Robert Miln, frère de James, nomme alors Z. Le Rouzic à la tête du musée,.
Aquarelliste accompli et dessinateur il s’intéresse dès les premières heures à la technique photographique. Il est aussi féru de mécanique et d’optique (armes à feu, télescope), s’intéressant aux armes légères, concevant des fusils, ou à l’astronomie réalisant des lentilles télescopiques.

## Publications
- Les ouvrages de Miln, dans la bibliothèque numérique d'Internet Archive.
- Fouilles faites à Carnac : Morbihan : les Bossenno et le mont Saint-Michel, Paris, Didier, 1877 (en ligne) ; 
Excavations at Carnac : Brittany : a record of archaeological researches in the Bossenno and the Mont Saint-Michel, Edinburgh, D. Douglas, 1877 (en ligne).

Publications posthumes
- Fouilles faites à Carnac : Bretagne : les alignements de Kermario, éd. par Jean-François Luco, Rennes, Oberthur, 1881 (en ligne) ; 
Excavations at Carnac : Brittany : a record of archaeological researches in the alignments of Kermario, Edinburgh, D. Douglas, 1881 (en ligne).
- Jean-François Luco, James Miln et les trois sépultures circulaires explorées par lui dans la commune de Carnac : Morbihan, Tours, P. Bousrez, 1882 (extrait des Comptes rendus du congrès tenu à Vannes par la Société française d'archéologie en juin 1881).
- Quelques explorations archéologiques de feu James Miln, éd. par Jean-François Luco, Vannes, Galles, 1882-1883, 6 vol.Comprend : I, Exploration des dolmens de Mané-er-Congre, en Locmariaquer, et de Mané-er-Gragueux, en Carnac ; II, Exploration de trois sépultures circulaires en Carnac (2e éd.) ; III, Exploration des dolmens de la pointe et de la nécropole celtique de Mane Canaplaye : près de Saint-Philibert en Locmariaquer ; IV, Explorations du Mané Roullarde : près de La Trinité-sur-Mer : Morbihan ; V, Exploration de trois monuments quadrilatères ; VI, Quelques explorations archéologiques. 
Études précédemment parues dans le Bulletin de la Société polymathique du Morbihan (en ligne).